# Steven Lustü
Steven Lustü né le 13 avril 1971 à Vordingborg est un footballeur danois.